# Sinosauropteryx
Sinosauropteryx (tiếng Trung: 中华龙鸟; bính âm: Zhōnghuá lóng niǎo; nghĩa đen 'Rồng có lông Trung Quốc'; Hán-Việt: Trung Hoa long vũ) là một chi khủng long Compsognathidae. Được mô tả năm 1996, nó là chi khủng long đầu tiên nằm ngoài Avialae (chim và họ hàng gần gũi) được tìm thấy với dấu viết lông vũ rõ ràng.
Sinosauropteryx là Theropoda nhỏ với đuôi dài bất thường và chi trước ngắn. Mẫu vật dài nhất đạt 1,07 mét (3,5 ft), với cân nặng ước tính 0,55 kilôgam (1,2 lb). Nó là họ hàng gần của Compsognathus, cả hai chi đều thuộc họ Compsognathidae. Chỉ một loài Sinosauropteryx được đặt tên: S. prima, tên loài nghĩa là "đầu tiên". Ba mẫu vật được mô tả.
Sinosauropteryx sống tại nơi ngày nay là đông bắc Trung Quốc vào đầu kỷ Creta. Nó là một trong những khủng long đầu tiên được mô tả từ thành hệ Yixian ở tỉnh Liêu Ninh, và là thành viên của Jehol Biota. Các hóa thạch bảo quản tốt của loài này làm rõ nhiều mặt trong sinh học của nó, như chế độ ăn và sinh sản.